# Kefenrod
Kefenrod település Németországban, Hessen tartományban. Lakosainak száma 2746 fő (2023. december 31.).

## Népesség
A település népességének változása:
| Lakosok száma | 2721 | 2727 | 2683 | 2707 | 2746 |
|               | 2017 | 2019 | 2021 | 2022 | 2023 |